# Marcel Neiding
Marcel Natanowicz Neiding (ros. Марцел Натанович Нейдинг, ur. 11 lutego 1884 w Warszawie, zm. 2 maja 1949 w Odessie) – rosyjski lekarz neurolog i neuroanatom, profesor Narodowego Uniwersytetu Odeskiego.
W 1907 roku ukończył studia na wydziale medycznym Uniwersytetu Moskiewskiego. Około 1910/1911 roku odbył kurs neuropatologii w Berlinie u Louisa Jacobsohna-Lask. W 1922 roku został profesorem Narodowego Uniwersytetu Odeskiego, w 1927 dyrektorem kliniki neurologicznej. Autor około stu prac naukowych, twórca własnej szkoły neuropatologicznej.
Jego żoną była malarka Roza Dawidowna Neiding (1901–1970). Siostrzeńcem Neidinga był Janusz Bardach.
Zmarł 2 maja 1949 roku. Pochowany został na Drugim Chrześcijańskim Cmentarzu w Odessie.

## Wybrane prace
- Über die Kerne des Diencephalon bei einigen Säugetieren. Abhandlungen der preussischen Akademie der Wissenschaften, Phys.-math. Classe. Berlin 1911 67 ss.
- Geschwulst des Mittelhirns[7]. 1925
- Nervensymptome von Bleivergiftungen bei typographischen Arbeitern[8]. 1925
- Geschwulst des IV. Ventrikels[9]. 1925
- Geschwulst des Mittelhirns[7]. 1925
- Über Hyperkinesen und Hypertonien der Gesichtsmuskulatur[10]. 1929
- Über die Geschwülste der harten Hirnhaut[11]. (1926)
- Diagnostizierte Balkengeschwulst. Mschr. Psychiat. 62, ss. 138-145, 1926/27
- Methylalkohol-Massenvergiftung[12]. (1933)
- Опухоли центральной нервной системы. Херсон, 1936
- Die Neurologie der akuten Methylalkoholvergiftung[13]. 1932
- Zur Frage der Pathogenese der akuten allgemeinen Ataxie[14]. 1930
- Замечания к проблеме опухоли — сосудистые заболевания мозга. Сов. психоневрология 4, 35-42, 1940
- Очерки клинической неврологии тропических болезней. Одесса, 1947